# 关于注标塑性炸药以便探测的公约
关于在注標塑性炸药中添加识别剂以便侦测的公约是一種多邊反恐立法條約，締約的目的是為了預防而阻止製造和儲存未有標識的塑膠炸彈。

## 公約內容
批准該公約約實行的國家同意禁止在其領土內製造，儲存，運輸或者由他國轉運未有標記的塑性炸彈至其領土內。该条约并不是禁止塑性炸藥的生产，而是规定締約方需要在生產塑性炸藥時注入化學标签剂（在條約內的技術附件中規定）以方便日後識別。該條約還建立了一個國際爆炸物技術委員會，委員會內的成員由炸藥製造與检测領域的專家組成。該委員會還能就條約內的技術附件提出修正意見。

## 公約的頒布與批准
該公約在1991年3月1日由國際民用航空組織在蒙特利爾的國際航空法大會上頒布。該條約於1998年6月21日被35個簽字國批准後開始生效。在2018年10月該條約被155個國家所批准，除紐埃外其餘154個為聯合國會員國。

## 外部連結
- Text （页面存档备份，存于）
- Signatures and ratifications （页面存档备份，存于）